# Black Rock Shooter
Black Rock Shooter ブラック★ロックシューター (Burakku Rokku Shūtā) és un Original Video Animation (OVA) del 2010 produït per l'estudi de Yutaka Yamamoto Ordet i dirigit per Shinobu Yoshioka. L'OVA de 50 minuts està basat en una cançó del mateix Supercell i el seu vídeo musical s'acompanya amb il·lustracions de Huke. Els compositors musicals Ryo i Huke, tots dos membres de Supercell, col·laboraren en el projecte. Una "Edició Pilot" de l'anime va ser llançada en DVD i Disc Blu-ray (BD) el setembre del 2009, i la versió completa va ser llançada en DVD incloent una revista seleccionada del 24 de juliol del 2010 i està subtitulada en set idiomes.

## Trama i personatges
"Black Rock Shooter" comença en l'inici de l'any escolar al mes d'abril. En el seu primer dia de secundària, Mato Kuroi (黒衣 マト, Kuroi Mato, doblat per Kana Hanazawa) es fa amiga d'una noia anomenada Yomi Takanashi (小鳥遊 ヨミ, Takanashi Yomi, doblat per Miyuki Sawashiro) que recentment s'havia traslladat a la ciutat. Mato ràpidament s'uneix al club de bàsquet, el qual també incita a Yomi a unir-se al club de voleibol, ja que tots dos clubs entrenen al mateix temps al gimnàs. Les dues passen molt de temps junts durant l'any següent, i durant una excursió de Mato dona a Yomi el mateix adorn de mòbil que ella té. En el seu segon any de secundària, acaben en classes diferents, el que redueix la quantitat de temps que poden passar juntes. D'altra banda, Yomi comença a sentir gelosia de Mato que es relaciona i parla amb la seva mànager de club i companya de classe Yuu (ユウ, doblat per Kana Asumi).
Quan Yomi aparentment desapareix, Mato es preocupa quan no va a l'escola l'endemà o no respon als seus missatges de text. Mato es deprimeix quan rep notícies sobre que Yomi s'ha notificat com a desapareguda i així es va a preguntar sobre el seu parador a dos detectius. Un dia, Mato rep un missatge de text en blanc de Yomi i va al seu lloc preferit al poble on va comprar l'encant del telèfon li va donar. L'encant comença a brillar i el seu transport a un món estrany on es troba amb una noia misteriosa anomenada Black Rock Shooter (ブラック★ロックシューター, Burakku Rokku Shūtā), que té un ardent ull blau esquerre i un canó de ferro que pot disparar 20 trets per segon.